# La Rivale (film, 1955)
Pour les articles homonymes, voir La Rivale.
Pour plus de détails, voir Fiche technique et Distribution.
La Rivale (La rivale) est un melodramma strappalacrime franco-italien réalisé par Anton Giulio Majano et sorti en 1955.

## Fiche technique
- Titre français : La Rivale[1]
- Titre original italien : La rivale[2],[3]
- Réalisateur : Anton Giulio Majano
- Scénario : Fede Arnaud, Anton Giulio Majano
- Photographie : Carlo Carlini
- Musique : Alessandro Cicognini
- Décors : Ottavio Scotti (it)
- Production : Alberto Giacalone
- Société de production : Itala Film
- Pays de production :  Italie -  France
- Langue originale : italien
- Format : Noir et blanc - Son mono - 35 mm
- Durée : 98 minutes
- Genre : melodramma strappalacrime
- Dates de sortie :
  - Italie : 15 décembre 1955 (visa délivré le 30 novembre 1955[2])
  - France : 11 juin 1956[1]

## Distribution
- Gérard Landry : Commandant Roberto Serni
- Anna Maria Ferrero : Barbara Candi
- Maria Mauban : Comtesse Agnese Marchi
- Luisa Rivelli : Fides
- Roberto Risso : Ugo Perelli Ugo Perelli
- Nerio Bernardi : préfet Candi
- Aldo Bufi Landi : caporal Ruffo
- Laura Nucci : Mme Candi
- Nino Vingelli : Piedigrotta
- Edda Soligo : infirmière
- Gastone Moschin : Marco Riccitelli
- Philippe Hersent : Colonel Dondi
- Raf Pindi : Général Bettini
- Franca Dominici : la mère de Fides
- Antonio Battistella : Gerardo Monis
- Arturo Bragaglia : Giuseppe
- Giulio Battiferri : Nanni
- Cesare Fantoni : médecin
- Carlo D'Angelo : premier enquêteur
- Ivo Garrani : deuxième enquêteur
- Giovanni Conforti : Domenico
- Nietta Zocchi : femme noble à la fête
- Alfredo Martinelli : photographe